# The World We Live In
The World We Live In – trzeci singiel amerykańskiej alternatywno-rockowej grupy The Killers pochodzący z ich trzeciego albumu studyjnego Day & Age. Płyta został wydany na rynek europejski. W Ameryce Północnej i reszcie świata trzecim singlem jest A Dustland Fairytale.

## Teledysk
Teledysk został wyreżyserowany przez Danniego Drysdalea, który zajmował się także produkcją wideoklipu do utworu Human (singel The Killers). Premiera odbyła się na antenie MTV Two 15 maja 2009 roku

## Lista utworów
| Nr | Tytuł utworu               | Długość |
| -- | -------------------------- | ------- |
| 1. | „The World We Live In”     | 4:40    |
| 2. | „Joy Ride” (Night Version) | 7:16    |

## Listy przebojów
| Lista           | Najwyższa pozycja |
| --------------- | ----------------- |
| Słowacja (IFPI) | 78                |

## Historia wydania
| Region          | Data              | Format           | Wytwórnia       |
| --------------- | ----------------- | ---------------- | --------------- |
| Świat           | 23 listopada 2008 | Digital download | Island Records  |
| Europa          | 19 czerwca 2009   | Digital EP       | Island Records  |
| Wielka Brytania | 18 maja 2009      | 7" winyl         | Mercury Records |